# Ligamentum plantare longum

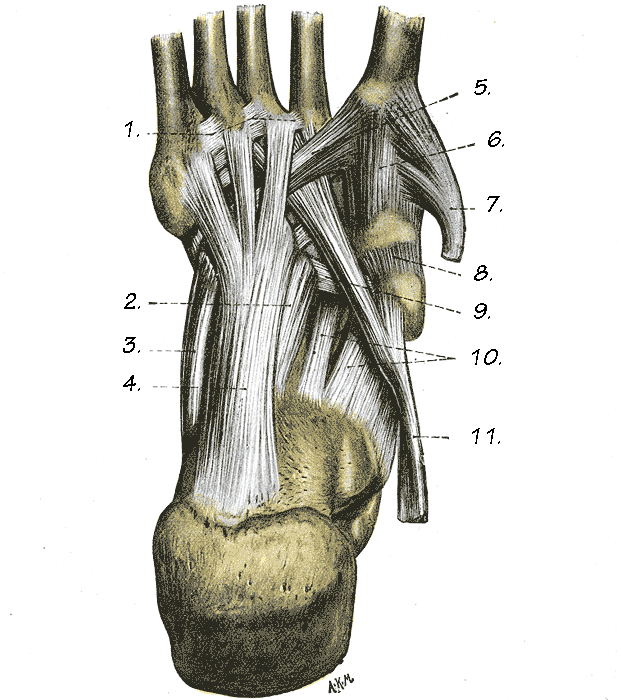
Bänder der Fußsohle des Menschen: 1 (fußsohlenseitige Mittelfußbänder (Ligamenta metatarsalia plantaria)), 2 fußsohlenseitiges Fersenbein-Würfelbein-Band (Ligamentum calcaneocuboideum plantare), 3 Sehne des Musculus peroneus longus, 4 langes Sohlenband (Ligamentum plantare longum), 5 Sehne des Musculus peroneus longus, 6 fußsohlenseitiges Sprungbein-Mittelfuß-Band (Ligamentum talometatarsale plantare), 7 Sehne des Musculus tibialis anterior, 8 fußsohlenseitiges Keilbein-Kahnbein-Band (Ligamentum cuneonaviculare plantare), 9 fußsohlenseitiges Würfelbein-Kahnbein-Band (Ligamentum cuboideonaviculare plantare), 10 Pfannenband (Ligamentum calcaneonaviculare plantare), 11 Sehne des Musculus tibialis posterior

Das Ligamentum plantare longum („langes Sohlenband“) ist das kräftigste Band der Fußsohle. Es entspringt am Fersenbein. Seine tiefen Fasern setzen am Würfelbein an und werden als Ligamentum calcaneocuboideum plantare oder Ligamentum plantare breve bezeichnet. Die oberflächlichen Fasern überziehen die Ansatzsehne des Musculus peroneus longus und formieren vier Stränge, die an der Basis des zweiten bis fünften Mittelfußknochens ansetzen.
Funktionell stabilisiert das Band sowohl das Sprunggelenk als auch die Tarsometatarsalgelenke. Es spielt eine wichtige Rolle bei der Verspannung des Längsgewölbes des Fußes.